# Matador Records
Matador Records es un influyente sello musical estadounidense, famoso por editar a un buen número de bandas indies muy respetadas.
Matador fue fundado por Chris Lombardi en 1989 en su apartamento en Nueva York. Al año siguiente, el exmánager de Homestead Records, Gerard Cosloy, se unió a Lombardi y ambos han continuado dirigiendo el proyecto desde entonces junto con Patrick Amory, quien asumió como gerente del sello en 1994.
El sello concitó la atención de los medios masivos de comunicación y logró grandes ventas con el lanzamiento en Norteamérica del álbum debut de la banda escocesa Teenage Fanclub, A catholic education, en 1990. Otro lanzamiento que acrecentó la fama del sello fue el del álbum Slanted and enchanted, de Pavement.
En 1993 el sello comenzó con una cooperación con Atlantic Records, que duró varios años. Luego, en 1996, Capitol Records adquirió el 49 % de las acciones de Matador, pero Lombardi y Cosloy las recuperaron en 1999.  Beggars Group compró el 50% de las acciones en 2002 y se encargó del marketing de la compañía en todo el mundo. Actualmente opera en Nueva York y Londres.
A principios de la década del 2000, Matador tuvo que desmarcarse de un indeseado involucramiento en la actual disputa de la Asociación de Artistas Norteamericanos sobre el flujo de archivos en Internet. Patrick Amory contactó varias veces a la Asociación para que retiraran el nombre de Matador Records de una lista de afiliados que aparecía en el sitio web de la RIAA. Tras varios intentos, el nombre de la compañía independiente fue retirado de dicha lista.

## Artistas actuales del sello
- A.C. Newman
- Arcade Fire
- Belle and Sebastian
- Brightblack Morning Light
- Car Seat Headrest
- Cat Power
- Cornelius
- Dead Meadow
- Early Man
- Interpol (banda)
- Jennifer O'Connor
- Julian Plenti
- Kurt Vile
- Laura Cantrell
- Love of Diagrams
- M. Ward (Matador Europa; la música de M. Ward se edita en EE. UU. a través de Merge Records)
- Matmos
- Mission of Burma
- Mogwai
- Muzz
- Perfume Genius
- Preston School of Industry
- Queens of the Stone Age
- Seachange
- Snail Mail
- Sonic Youth
- Stephen Malkmus
- The Double
- The New Pornographers
- The Ponys
- Yo La Tengo

## Antiguas bandas del sello
- Aereogramme
- Arab Strap
- Arsonists
- Babylon Dance Band
- Bailter Space
- Barbara Manning
- Bardo Pond
- Bassholes
- Bettie Serveert
- The Bionaut
- Boards of Canada
- Bullet Lavolta
- Bunnybrains
- burger/ink
- Chain Gang
- Chavez
- Chris Knox
- Circle X
- The Clean
- Come
- Console
- Cornelius
- Couch
- dälek
- David Kilgour
- Demolition Doll Rods
- Dizzee Rascal
- D-Stroy
- Dustdevils
- 18th Dye
- The Fall
- Fire In The Kitchen
- Flipper (banda)
- The For Carnation
- The Frogs
- Fuck
- The Fucking Champs
- Graeme Downes
- Guided By Voices
- Guitar Wolf
- Helium
- H.P. Zinker
- Jad Fair & Yo La Tengo
- Jega
- Jimi Tenor
- The Jon Spencer Blues Explosion
- JPS Experience
- Khan
- Kustomized
- Large Professor
- Lesser
- Liquor Giants
- Live Human
- Liz Phair
- Lynnfield Pioneers
- The Lyres
- Mark Eitzel
- Mary Timony
- MC Paul Barman
- Mecca Normal
- The Modernist
- Modest Mouse
- Moonshake
- Mount Florida
- Mr. Len
- Neko Case
- Nightmares On Wax
- Non Phixion
- Pastels
- Pavement
- Pell Mell
- Pitchblende
- Pizzicato Five
- Plone
- Pole
- Portastatic
- Pretty Girls Make Graves
- Prisonshake
- Quickspace
- Railroad Jerk
- Red Snapper
- Robert Pollard
- Run On
- Sad Rockets
- The Schramms
- Sensational
- SF Seals
- Shams
- Silkworm
- Sleater-Kinney
- Smog
- The Soft Boys
- Solex
- Spoon
- Sportsguitar
- Superchunk
- Techno Animal
- Teenage Fanclub
- Thalia Zedek
- Thinking Fellers Union Local 282
- Tobin Sprout
- Toiling Midgets
- Tommy Keene
- 2 Foot Flame
- Two Lone Swordsmen
- Unrest
- Unsane
- Unwound
- Void
- Wisdom of Harry